# Eumorphus tetraspilotus
Eumorphus tetraspilotus là một loài bọ cánh cứng trong họ Endomychidae. Loài này được Hope miêu tả khoa học năm 1832.